# Can-Am sezona 1967
Can-Am sezona 1967 je bila druga sezona serije Can-Am, ki je potekala med 3. septembrom in 12. novembrom 1967. 

## Spored dirk
| Št | Dirka                        | Dirkališče                      | Datum         |
| -- | ---------------------------- | ------------------------------- | ------------- |
| 1  | Road America Can-Am          | Road America                    | 3. september  |
| 2  | Chevron Grand Prix           | Bridgehampton Racing Circuit    | 17. september |
| 3  | Player's 200                 | Mosport Park                    | 23. september |
| 4  | Monterey Grand Prix          | Laguna Seca Raceway             | 15. oktober   |
| 5  | Los Angeles Times Grand Prix | Riverside International Raceway | 29. oktober   |
| 6  | Stardust Grand Prix          | Caesars Palace                  | 12. november  |

## Rezultati
| Št | Dirkališče     | Zmag. moštvo                  | Poročilo |
| Št | Dirkališče     | Zmag. dirkač                  | Poročilo |
| -- | -------------- | ----------------------------- | -------- |
| 1  | Road America   | #5 Bruce McLaren Motor Racing | Poročilo |
| 1  | Road America   | Denny Hulme                   | Poročilo |
| 2  | Bridgehampton  | #5 Bruce McLaren Motor Racing | Poročilo |
| 2  | Bridgehampton  | Denny Hulme                   | Poročilo |
| 3  | Mosport        | #5 Bruce McLaren Motor Racing | Poročilo |
| 3  | Mosport        | Denny Hulme                   | Poročilo |
| 4  | Laguna Seca    | #4 Bruce McLaren Motor Racing | Poročilo |
| 4  | Laguna Seca    | Bruce McLaren                 | Poročilo |
| 5  | Riverside      | #4 Bruce McLaren Motor Racing | Poročilo |
| 5  | Riverside      | Bruce McLaren                 | Poročilo |
| 6  | Caesars Palace | #7 Team Surtees               | Poročilo |
| 6  | Caesars Palace | John Surtees                  | Poročilo |

## Dirkaško prvenstvo
Prva šesterica dirkačev dobi prvenstvene točke po sistemu: 9-6-4-3-2-1.
| Poz | Dirkač                | Moštvo                     | Dirkalnik                         | Motor                | 1. | 2. | 3. | 4. | 5. | 6. | Skupaj |
| --- | --------------------- | -------------------------- | --------------------------------- | -------------------- | -- | -- | -- | -- | -- | -- | ------ |
| 1   | Bruce McLaren         | Bruce McLaren Motor Racing | McLaren M6A                       | Chevrolet            |    | 6  | 6  | 9  | 9  |    | 30     |
| 2   | Denny Hulme           | Bruce McLaren Motor Racing | McLaren M6A                       | Chevrolet            | 9  | 9  | 9  |    |    |    | 27     |
| 3   | John Surtees          | Team Surtees               | Lola T70 Mk.3B/Mk.2               | Chevrolet            | 4  | 3  |    |    |    | 9  | 16     |
| 4   | Mark Donohue          | Roger Penske Racing        | Lola T70 Mk.3B                    | Chevrolet            | 6  |    |    |    | 4  | 6  | 16     |
| 5   | Jim Hall              | Chaparral Cars Inc.        | Chaparral 2G                      | Chevrolet            | 3  |    |    | 6  | 6  |    | 15     |
| 6   | Mike Spence           | Ecurie Soucy Racing        | McLaren M1B                       | Chevrolet            |    |    | 4  |    | 2  | 4  | 10     |
| 7   | George Follmer        | Roger Penske Racing        | Lola T70 Mk.3B                    | Chevrolet            |    | 4  | 1  | 4  | 1  |    | 10     |
| 8   | Bud Morley            | Bud Morley                 | McLaren-Elva Mk.II Lola T70 Mk.3B | Chevrolet            |    |    |    | 3  |    | 2  | 5      |
| 9=  | Peter Revson          | Dana Chevrolet Racing      | Lola T70 Mk.3/Mk.3B               | Chevrolet            |    |    | 3  |    |    |    | 3      |
| 9=  | Parnelli Jones        | George Bignotti            | Lola T70 Mk.3                     | Ford                 |    |    |    |    | 3  |    | 3      |
| 9=  | Charlie Hayes         | Ralph Salyer               | McKee Mk.7                        | Chevrolet Oldsmobile |    |    |    |    |    | 3  | 3      |
| 12= | Skip Scott            | Drummond Racing            | McLaren M1C                       | Chevrolet            | 2  |    |    |    |    |    | 2      |
| 12= | Lothar Motschenbacher | Dana Chevrolet Racing      | Lola T70 Mk.3                     | Chevrolet            |    | 2  |    |    |    |    | 2      |
| 12= | Chris Amon            | North American Racing Team | Ferrari 330 P4                    | Ferrari              |    |    |    | 2  |    |    | 2      |
| 15= | Jerry Hansen          | Jerry Hansen               | McLaren M1B                       | Chevrolet            | 1  |    |    |    |    |    | 1      |
| 15= | Chuck Parsons         | Carl A. Haas Automobiles   | McLaren M1C                       | Chevrolet            |    | 1  |    |    |    |    | 1      |
| 15= | Bill Eve              | Marvin Webster             | Lola T70 Mk.3 Lotus 19            | Chevrolet Ford       |    |    |    | 1  |    |    | 1      |
| 15= | Rick Muther           | Rick Muther                | Lola T70 Mk.2                     | Chevrolet            |    |    |    |    |    |    | 1      |